# Nefasit
Nefasit es una localidad de Eritrea,en la región de Semenawi Keyih Bahri.

## Demografía
Según estimación 2010 contaba con 4765 habitantes.